# Fritz barátunk
A Fritz barátunk (olasz nyelven L’amico Fritz) Pietro Mascagni egyik háromfelvonásos operája. Szövegkönyvét a zeneszerző írta P. Suardon álnéven, Emile Erckmann és Louis Gratien Alexandre Chatrian francia szerzőpáros 1864-ben megjelent azonos című novellája alapján. Az ősbemutatóra 1891. október 31-én került sor a római Teatro Costanziban. Magyarországon először 1892. január 23-án mutatták be a Magyar Királyi Operaházban, Budapesten.

## A mű keletkezésének története
A Parasztbecsület mellett ez Mascagni másik operája, amelyet több-kevesebb rendszerességgel a világ operaszínpadain játszanak. Az ősbemutató sikeréhez hozzájárult a nem sokkal korábban bemutatott Parasztbecsület sikere is, valamint azok a népszerű énekesek is, akik a főszerepeket játszották (Fernando De Lucia, Emma Calvé). Amikor 1938-ban Benito Mussolini Olaszországban is bevezette a faji törvényeket, nem maradhatott műsoron olyan előadás, amelyben bármely szereplő zsidó lett volna, így Dávid rabbi figuráját átírták  Dávid, az orvos alakjára. Ezt a megoldást később is alkalmazták, ezért egyes színlapokon ebben a formában olvasható.

## Szereplők
| Szereplő                       | Hangfekvés   |
| ------------------------------ | ------------ |
| Fritz Kobus, gazdag birtokos   | tenor        |
| Suzel, Fritz bérlőjének leánya | szoprán      |
| Beppe                          | mezzoszoprán |
| Dávid, rabbi                   | bariton      |
| Hanezo                         | tenor        |
| Federico                       | basszus      |
| Caterina                       | szoprán      |

## Cselekmény
- Helyszín: Elzász (Franciaország)
- Idő: a 19. század második fele

### Első felvonás
A negyvenes éveiben járó Fritz Kobus jómódú és segítőkész agglegény. Születésnapja alkalmából barátai érkeznek, hogy felköszöntsék. Elsőként Dávid rabbi érkezik, aki Fritztől rögtön egy kisebb pénzösszeget kér, hogy segítsen két fiatalnak összeházasodni. Fritz segít, de elhatározásán, hogy agglegény marad, nem változtat. Ezt megerősítendő, fogadást ajánl a rabbinak, hogy megőrzi függetlenségét. A tét a szőlőskertje. A rabbi rááll az alkura. Közben megérkezik Suzel, Fritz egyik bérlőjének a csinos leánya. Virágot hozott Fritznek, akit meglep a kedves ajándék és marasztalja a leányt, hogy ebédeljen vele és barátaival. Suzel után Beppe érkezik, a muzsikus cigány, aki egy dallal lepi meg barátját. Suzelt meghatja a dal és majdnem elpityeredik, ezért gyorsan elköszön és távozik. Dávidot megragadja a leány szépsége és viselkedése, ezért elhatározza, hogy összehozza barátjával, Fritzzel.

### Második felvonás
Fritz bérbeadott birtokán Suzel virágot szed. Megérkezik Fritz barátainak társaságában. A leány egy kosár frissen szedett cseresznyével ajándékozza meg. A férfit meghatja a leány kedvessége és hogy érzelmei ne derüljenek ki, kocsijával a városba siet. Dávid rabbi hátramard és a leánynak elmeséli a bibliai Ábrahám és Rebekka történetét, még mielőtt befejezné történetét visszatér Fritz. A történet által meghatott Suzel pironkodva visszasiet a házba. Dávid rabbi ebből a cselekedetből arra következtet, hogy a leány szereti Fritzet. Elhatározza, hogy féltékennyé teszi barátját, ezért elmeséli neki, hogy férjet keres Suzelnek és tulajdonképpen már meg is találta a tökéletes férfit számára. Bár a hír megrendíti a férfit, még tartja magát a fogadáshoz. Érdektelenséget színlelve visszatér a városba. Ezt látva, Suzel elsírja magát.

### Harmadik felvonás
Fritz a szobájának ablakából nézi a molnár leányának az esküvőjét és közben Suzelre gondol. Megérkezik Beppe, aki a férfi melankólikus hangulatából rádöbben, hogy szerelmes. Egy szerelmes dalt játszik el neki. Fritzet mélyen meghatja a dal. Közben Dávid rabbi érkezik Suzel eljegyzésének hírével. A hír Fritzet még szomorúbbá teszi. Megérkezik Suzel is egy kosár gyümölccsel a tanyára. Dávid biztató bólintására kéréssel fordul Fritzhez: beszéljen apjával, hogy ne kívánja házasságát egy olyan emberrel, akit ő maga még nem is ismer. Kérésére a férfi kérdéssel felel: Mit tenne, ha maga kérné meg a kezét? Suzel boldogan átöleli Fritzet, aki már nem tud tovább ellenállni és szerelmet vall a leánynak. Megérkeznek barátai is, akivel közösen ünneplik meg ezt az alkalmat. Dávid is boldog, megnyerte a fogadást.

## Híres részletek
- Son pochi fiori - Suzel románca (első felvonás)
- Laceri, miseri, tanti bambini - Beppe dala (első felvonás)
- Bel cavalier, che vai per la foresta - Suzel balladája (második felvonás)
- Suzel, buon di - Suzel és Fritz cseresznyekettőse (második felvonás)
- Faceasi vecchio abramo - Dávid és Suzel bibliakettőse (második felvonás)
- Quale strano turbamento - Fritz ariosója (második felvonás)
- O pallida, che un giorno mi guardasti - Beppe ariosója (harmadik felvonás)
- O amore, o bella luce del cuore - Fritz áriája (harmadik felvonás)

## Diszkográfia
- Luciano Pavarotti (Fritz Kobus), Mirella Freni (Suzel), Laura Didier Gambardella (Beppe), Vicente Sardinero (David) stb.; a Covent Garden Ének- és Zenekara, vezényel: Gianandrea Gavazzeni (1968) EMI 5 67376 2